# Cattedrale di Santa Maria Assunta (Pesaro)

Facciata della Cattedrale

La chiesa di Santa Maria Assunta è il duomo di Pesaro, e cattedrale dell'arcidiocesi omonima. Ha la denominazione onorifica di basilica minore.
Inoltre, è sede di una parrocchia compresa nella vicaria I - San Terenzio.

## Storia
L'attuale edificio ha origini molto antiche. La presenza di due pavimenti decorati a mosaico, sovrapposti l'uno all'altro, attestano l'esistenza di due chiese paleocristiane: la prima risalente al IV secolo, la seconda alla seconda metà del VI secolo, dopo che la prima venne distrutta durante le guerre gotiche del 535-553. La chiesa divenne cattedrale, cioè sede vescovile, nel VII secolo, quando vi furono trasferite le reliquie del patrono pesarese, san Terenzio di Pesaro, a cui fu inizialmente dedicata la cattedrale. La chiesa fu arricchita di doni dai Malatesta e dagli Sforza: vi si venera anche la Beata Serafina Sforza (nata Sveva da Montefeltro, seconda moglie del Signore di Pesaro Alessandro Sforza), il cui corpo incorrotto fu qui sepolto. Fu in seguito rifatta completamente in stile barocco, con la conseguente distruzione dell'abside, del campanile, del battistero e dell'atrio porticato, e consacrata a Maria Assunta nel 1663. Infine tra la fine del XIX secolo e gli inizi del XX l'interno dell'edificio fu riformulato in stile neoclassico da Giovanni Battista Carducci e Luigi Galli, assumendo la fisionomia attuale. Durante l'occupazione francese, diverse furono le opere portate in Francia a causa le spoliazioni napoleoniche in questo periodo. Delle 7 opere menzionate nel catalogo pubblicato nel Bulletin de la Société de l'art français del 1936 come inviate da Pesaro in Francia nel 1796, solo 3 fecero ritorno, le altre rimasero in Francia, tra cui L'annunciazione del Caravaggio che era stata dedicata per la Cattedrale di Pesaro ma che ora si trova al museo di Nancy.

## Descrizione

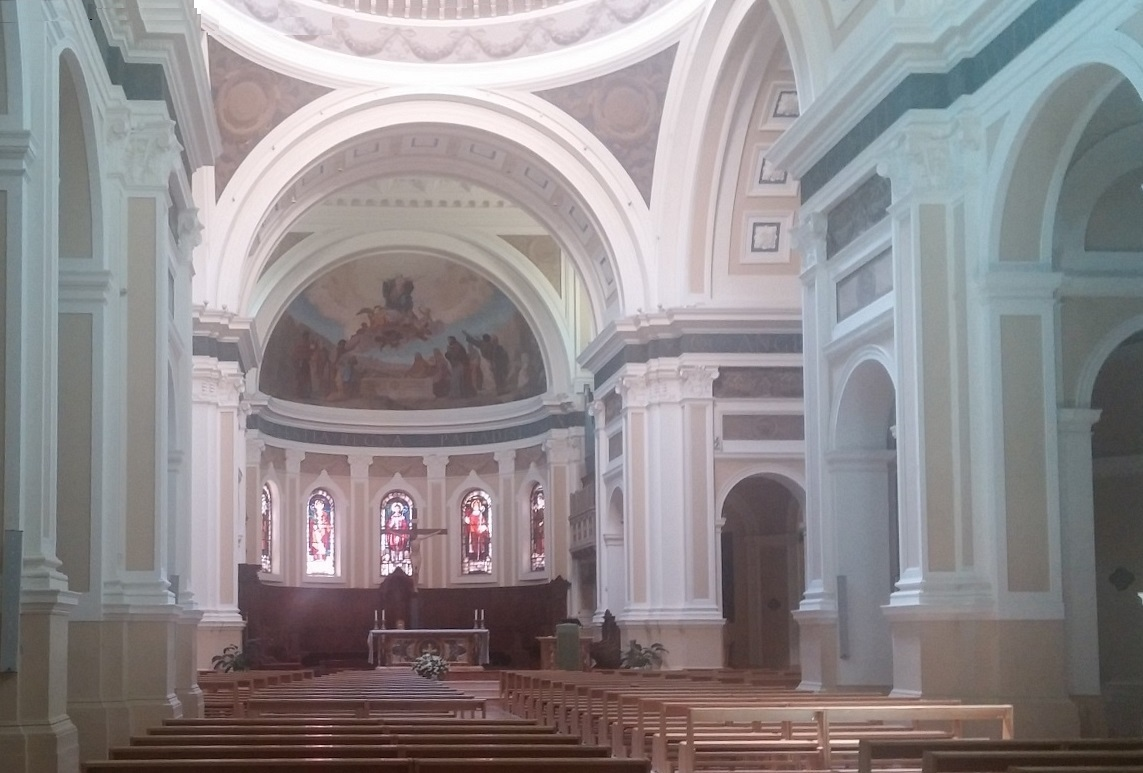
Veduta dell'interno.

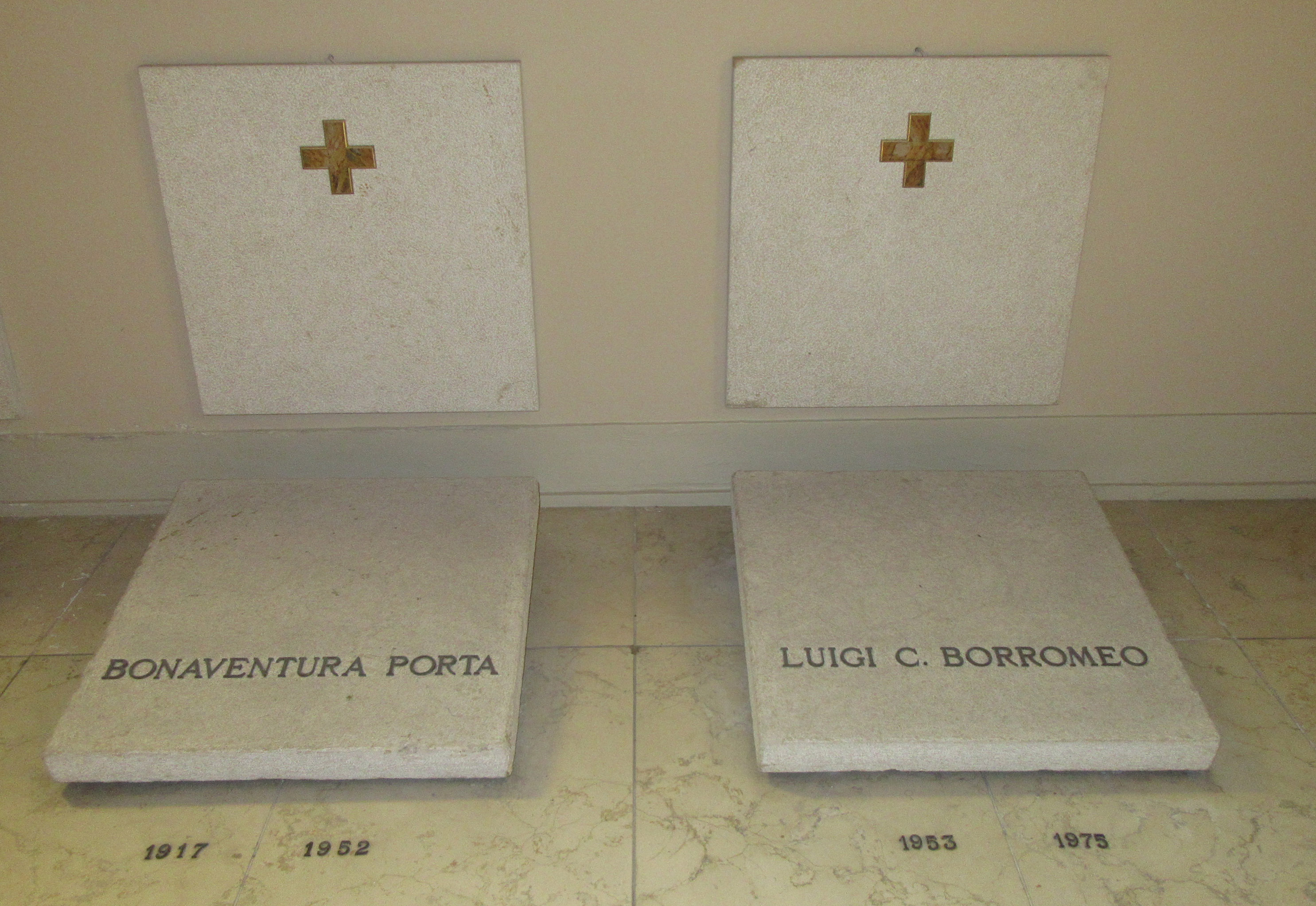
Tombe dei vescovi Porta e Borromeo.

La facciata risale al 1282-1312, è in mattoni di cotto a vista, e conserva le caratteristiche tipiche dello stile romanico.
L'interno, a pianta a croce latina con tre navate suddivise da pilastri, è in stile neoclassico. Nella navata di destra si possono ammirare la cappella di san Terenzio, dove sono conservate le reliquie del santo e di altri santi patroni cittadini; ed un affresco trecentesco della Madonna del popolo. Nella navata di sinistra invece è la cappella del Santissimo Sacramento. Le due cappelle risalgono ai rifacimenti del XIX-XX secolo.
Sopra la porta d'ingresso è una tela di Marco Benefial (XVIII secolo) raffigurante Maria Assunta tra santi, mentre nel transetto di sinistra è un'altra tela, opera di Giovanni Giacomo Pandolfi (XVII secolo), raffigurante la Crocifissione con Santi.
Artisticamente ricca è la zona del presbiterio. Qui troviamo:
- l'affresco della Madonna della misericordia (XV secolo);
- la cappella del Crocifisso, con un crocifisso ligneo del XV secolo; qui sono conservati i resti di alcuni santi patroni pesaresi e le tombe dei vescovi locali;
- l'abside è opera moderna decorata con affreschi e vetrate di recente installazione (1950); esse rappresentano i santi patroni cittadini: Serafina Sforza, Decenzio, Terenzio, Eracliano e Felicia Meda;
- l'affresco quattrocentesco della Madonna con bambino e i santi Pietro e Girolamo, recentemente (2000) attribuito ala scuola di Giovanni Santi.

L'organo a canne è il Mascioni opus 914; venne costruito nel 1970 e dispone di 45 registri su tre manuali e pedale, con trasmissione elettrica.
Infine, di notevole spessore storico-artistico sono i mosaici scoperti nella seconda metà dell'Ottocento sotto il pavimento della chiesa. Furono individuate due serie di mosaici sovrapposte fra loro, risalenti alle due primitive basiliche. Oggi è visibile solo il pavimento musivo del secondo livello, risalente a vari interventi eseguiti tra il VI ed il XIII secolo.